# Teatre del Raval de Castelló de la Plana
El Teatre del Raval de Castelló de la Plana és una infraestructura cultural dedicada a les arts escèniques, a concerts musicales i, darrerament, també a la projecció de pel·lícules de la Filmoteca Valenciana. A més, és un espai on tenen lloc tota mena d'actes culturals (circuits, cicles, i esdeveniments populars). L'edifici que és de propietat municipal, compta amb més de 300 localitats i gaudeix d'una programació estable.

## Orígens
Fins a 1986, la ciutat de Castelló de la Plana només comptava amb el Teatre Principal com a espai dedicat a les arts escèniques. Amb la reforma del vell cinema, situat als baixos de l'edifici dels “Sindicatos Verticales” del franquisme, s'eixamplà l'oferta teatral i començà una nova etapa impulsada pel projecte Castelló Cultural. Després de diferents reformes, el 2016 i gràcies al conveni amb l' Institut Valencià de Cultura (IVAC), començà la projecció de pel·lícules de la Filmoteca Valenciana. El primer director va ser l'actor Pep Cortés qui va comptar per a fer la programació amb el mestre i actor natural de Vilafranca, Carles Pons.

## Directors
Pep Cortés, actor natural d'Alcoi.
http://www.elpuntavui.cat/cultura/article/830956-pep-cortes-reviu-lovidi-a-la-universitat-dalacant.html